# ORMDL2
ORMDL2 (англ. ORMDL sphingolipid biosynthesis regulator 2) – білок, який кодується однойменним геном, розташованим у людей на 12-й хромосомі. Довжина поліпептидного ланцюга білка становить 153 амінокислот, а молекулярна маса — 17 363.
| 10         |  | 20         |  | 30         |  | 40         |  | 50         |
| ---------- |  | ---------- |  | ---------- |  | ---------- |  | ---------- |
| MNVGVAHSEV |  | NPNTRVMNSR |  | GIWLAYIILV |  | GLLHMVLLSI |  | PFFSIPVVWT |
| LTNVIHNLAT |  | YVFLHTVKGT |  | PFETPDQGKA |  | RLLTHWEQMD |  | YGLQFTSSRK |
| FLSISPIVLY |  | LLASFYTKYD |  | AAHFLINTAS |  | LLSVLLPKLP |  | QFHGVRVFGI |
| NKY        |  |            |  |            |  |            |  |            |

A: Аланін

D: Аспарагінова кислота

E: Глутамінова кислота

F: Фенілаланін

G: Гліцин

H: Гістидин

I: Ізолейцин

K: Лізин

L: Лейцин

M: Метіонін

N: Аспарагін

P: Пролін

Q: Глутамін

R: Аргінін

S: Серин

T: Треонін

V: Валін

W: Триптофан

Локалізований у мембрані, ендоплазматичному ретикулумі.